# Ramsey County, North Dakota
Ramsey County är ett administrativt område i delstaten North Dakota, USA, med 11 451 invånare. Den administrativa huvudorten (county seat) är Devils Lake. Countyt har fått sitt namn efter Alexander Ramsey som var USA:s krigsminister 1879-1881.

## Geografi
Enligt United States Census Bureau så har countyt en total area på 3 370 km². 3 069 km² av den arean är land och 300 km² är vatten.

### Angränsande countyn
- Cavalier County - nord
- Walsh County - öst
- Nelson County - sydöst
- Benson County - sydväst
- Towner County - northväst